# Adelssitz Eggerting
Der abgegangene Adelssitz Eggerting lag in Eggerting, einem Gemeindeteil der niederbayerischen Gemeinde Aldersbach im Landkreis Passau. 
Das heute von anderen Häusern überbaute Burggelände liegt im Zentrum von Eggerting. Die Anlage wird als Bodendenkmal unter der Aktennummer D-2-7444-0094 im Bayernatlas als „untertägige mittelalterliche und frühneuzeitliche Befunde im Bereich des ehem. Adelssitzes Eggerting“ geführt.

## Beschreibung
Die Niederungsburganlage befand sich unmittelbar am Sulzbach. Sie hatte die Ausmaße von 80 m in Südwest-Nordost-Richtung und von 50 m in Nordwest-Südost-Richtung.

## Geschichte
Eggerting gehörte zur Herrschaft Haidenburg und wird 1395 nach dem Aussterben der Grafen von Hals in dem Verzeichnis der Landgrafen von Leuchtenberg in dem „amt in dem Sutzbach“ als der Hof zu Egkharting genannt. Auch in dem Verzeichnis der Gemeinden des Landgerichtes Vilshofen (1818 bzw. 1821) wird Eggerting unter Haidenburg genannt. Diese Zuordnung gilt auch für die Gemeinden des Landkreises Vilshofen (1952).